# Masew
Lê Tuấn Anh (sinh ngày 6 tháng 8 năm 1996), thường được biết với nghệ danh Masew, là một nam nhạc sĩ, nhà sản xuất thu âm, DJ kiêm streamer người Việt Nam.
Anh được công chúng biết đến rộng rãi qua bài hát "Túy âm" với sự tham gia của Xesi và Nhatnguyen. Bài hát đã nhận được hơn 3 triệu lượt streams trên Spotify và hơn 200 triệu lượt xem trên YouTube tính tới tháng 4 năm 2024.

## Cuộc đời và sự nghiệp

### 1996-2017: Thuở niên thiếu và bước ngoặt sự nghiệp
Masew được sinh ra tại thành phố Cẩm Phả, tỉnh Quảng Ninh. Tuy gia đình không có ai theo con đường nghệ thuật nhưng từ những năm lớp 9, niềm đam mê âm nhạc của anh đã sớm bùng cháy. Anh bắt đầu học hỏi, tìm tòi cách sản xuất âm nhạc. Anh thường hay đến quán Internet gần trường và giai điệu đầu tiên mà anh tạo được là bài "Kìa con bướm vàng". Học xong cấp 3, anh quyết định nghỉ học. Anh thường xin đi làm thêm tại một cửa hàng quần áo. Những lúc rảnh rỗi anh thường làm nhạc. Anh bắt đầu hoạt động âm nhạc trong giới underground, và sản xuất những bài hát rồi đăng tải lên kênh YouTube cá nhân của mình.
Chỉ một vài năm sau, anh nhận được sự chú ý khi remix lại các bài hát như "Nếu như là định mệnh", "Có em chờ", "Điều khác lạ",..
Năm 2017, Masew, Nhatnguyen cùng với giọng ca của Xesi đã sáng tác nên bài hát "Túy âm" và được đăng tải trên kênh YouTube của Masew. Không lâu sau đó, bài hát này tạo nên cơn sốt trên khắp mạng xã hội. Ban đầu, nhóm chỉ kỳ vọng tác phẩm này có thể cán mốc 1 triệu lượt xem nhưng sức công phá của "Túy âm" đã vượt sức tưởng tượng. Sau 20 ngày lên sóng, Túy Âm đã đạt mốc hơn 30 triệu lượt xem. Và sản phẩm nhanh chóng cán mốc 100 triệu lượt xem vào ngày 4 tháng 3 năm 2018.

### 2017-nay: Bước tiến mới trong sự nghiệp
Năm 2017-2018: Không lâu sau khi "Túy âm" được phát hành, anh ra mắt sản phẩm mới mang tên "Ở trong thành phố" kết hợp cùng B Ray và Hannah B. Anh kết hợp cùng K-ICM và Đạt G phát hành ca khúc "Buồn của anh", sản phẩm nhanh chóng thu hút được sự đón nhận nhiệt tình và luôn nằm trong top tìm kiếm thịnh hành, chỉ 2 tháng sau khi phát hành, "Buồn Của Anh" đã nhanh chóng cán mốc 100 triệu lượt xem trên YouTube. Sau đó anh cùng B Ray và Đạt G thành lập ban nhạc Ba Chấm. Ban nhạc cho ra mắt những sản phẩm như "Xin", "Thương nhiều hơn là nói",.. Nhóm hoạt động từ cuối năm 2017 đến giữa năm 2018 thì tuyên bố tan rã.
Năm 2019: Anh kết hợp với những ca sĩ trong nước và cho ra mắt những sản phẩm âm nhạc như '"Ai cần anh" của Bảo Anh, "Em hơi mệt với bạn thân anh" của Hương Giang và Trang Pháp, "Truyền thái y" của Ngô Kiến Huy,...
Năm 2020: Anh cùng B Ray và Amee cho ra mắt "Ex's Hate Me" và "Do For Love". Hai sản phẩm nhanh chóng lan truyền trên mạng và nhận được sự đón nhận từ khán giả.
Năm 2023: Ngày 18/8, Masew ra mắt MV "Huyền vi" sau thời gian dài "im hơi lặng tiếng".

## Thành tựu
- Thắng giải: Nghệ sĩ Indie/ Underground được yêu thích Zing Music Awards 2018[5]
- Đề cử hạng mục: Hòa âm phối khí Làn Sóng Xanh Next Step 2018
- TikTok Awards Việt Nam 2023 : Bài hát nổi bật nhất của năm: À Lôi - Double2T x Masew.